# Malawi na Mistrzostwach Świata w Lekkoatletyce 2015
Malawi na Mistrzostwach Świata w Lekkoatletyce 2015 – reprezentacja Malawi podczas Mistrzostw Świata w Pekinie liczyła 1 zawodnika, który nie zdobył medalu.

## Występy reprezentantów Malawi
| Konkurencja             | Zawodnik     | Runda 1       | Runda 1 | Półfinał | Półfinał | Finał    | Finał   |
| Konkurencja             | Zawodnik     | Rezultat      | Pozycja | Rezultat | Pozycja  | Rezultat | Pozycja |
| ----------------------- | ------------ | ------------- | ------- | -------- | -------- | -------- | ------- |
| Bieg na 5000 m mężczyzn | Stuart Banda | 14:49,31 (PB) | 37.     | —        | —        | NQ       | NQ      |